# Strażnica WOP Mrzeżyno
Strażnica Wojsk Ochrony Pogranicza Deep/Głębokie/Mrzeżyno – zlikwidowany podstawowy pododdział graniczny Wojsk Ochrony Pogranicza pełniący służbę graniczną na granicy morskiej.

## Formowanie i zmiany organizacyjne
Strażnica została sformowana w 1945  w strukturze 16 komendy odcinka Trzebiatów jako 79 strażnica WOP (Głębokie) (Deep/Głębokie) o stanie 56 żołnierzy. Kierownictwo strażnicy stanowili: komendant strażnicy, zastępca komendanta do spraw polityczno-wychowawczych i zastępca do spraw zwiadu. Strażnica składała się z dwóch drużyn strzeleckich, drużyny fizylierów, drużyny łączności i gospodarczej. Etat przewidywał także instruktora do tresury psów służbowych oraz instruktora sanitarnego.
Sformowane strażnice morskiego oddziału OP nie przystąpiły bezpośrednio do objęcia ochrony granicy morskiej. Odcinek dawnej granicy polsko-niemieckiej sprzed 1939  od Piaśnicy, aż do lewego styku z 4 Oddziałem OP ochraniany był przez radziecką straż graniczną wydzieloną ze składu wojsk marszałka Rokossowskiego. Pozostały odcinek granicy od rzeki Piaśnica, aż po granicę z ZSRR zabezpieczała Morska Milicja Obywatelska.
W związku z reorganizacją oddziałów WOP, 24 kwietnia 1948 79 strażnica OP Mrzeżowo (Depp) została włączona w struktury 20 batalionu Ochrony Pogranicza, a 1 stycznia 1951 151 batalionu WOP w Trzebiatowie.
W 1952  podlegała dowódcy 151 batalionu WOP i stacjonowała w Mrzeżynie.
Od 15 marca 1954 wprowadzono nową numerację strażnic. Strażnica WOP Mrzeżyno II kategorii otrzymała numer 76 w skali kraju .
W 1955 dowódca WOP rozkazał przejść 15 Brygadzie WOP na etat ćwiczebny. Rozwiązane zostały dowództwa i sztaby batalionów. 15 listopada 1955 kierowanie strażnicą przejął sztab brygady. 
W 1956  rozpoczęto numerowanie strażnic na poziomie brygady. Strażnica Mrzeżyno II kategorii była 3. w 15 Brygadzie Wojsk Ochrony Pogranicza. W 1960, po kolejnej zmianie numeracji, strażnica posiadała numer 15 i zakwalifikowana była do kategorii III w 15 Bałtyckiej Brygadzie WOP .

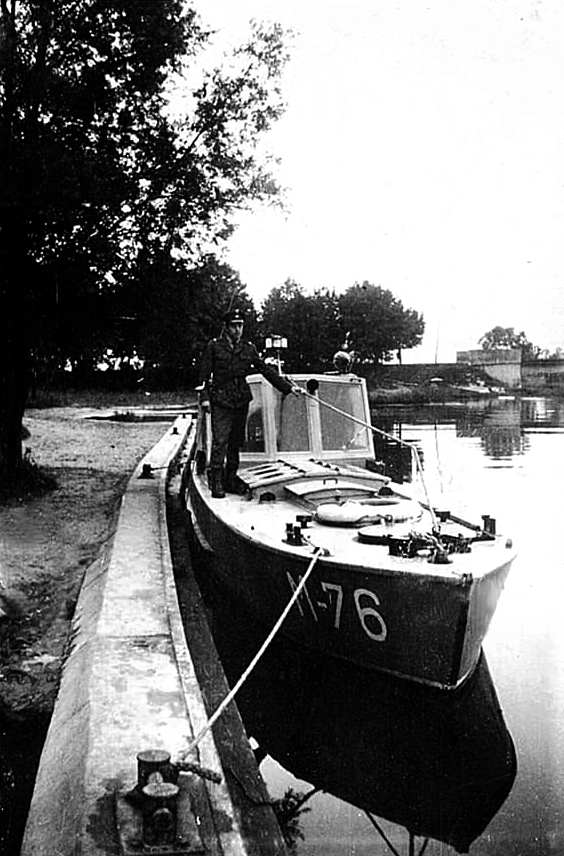
Żołnierz WOP na motorówce patrolowej M-76 projektu 14 w porcie morskim Mrzeżyno (1970–1977)

W 1976, w wyniku zmian organizacyjnych w Bałtyckiej Brygadzie WOP, strażnicę WOP Rewal, SKO Mrzeżyno i GPK Mrzeżyno przekazano do Pomorskiej Brygady WOP w Szczecinie.
Strażnica WOP Mrzeżyno do maja 1991  była w strukturach Pomorskiej Brygady Wojsk Ochrony Pogranicza, kiedy została rozformowana, a ochraniany odcinek granicy państwowej przejęła Strażnica WOP Rewal.

## Ochrona granicy
Dopiero w kwietniu 1946 strażnica Mrzeżyno zaczęła przyjmować pod ochronę wybrzeże morskie. Jeszcze w czerwcu 1946, wobec sprzeciwu dowódców radzieckich, strażnica mogła wysyłać patrole jedynie w dzień i tylko na podstawie jednorazowych przepustek.
W 1956 na odcinku strażnicy funkcjonował punkt kontroli ruchu rybackiego (PKRR), w których kontrolę graniczną i celną osób, towarów oraz środków transportu wykonywała załoga strażnicy:
- PKRR Mrzeżyno.

W roku 1958 wprowadzono do ochrony granicy lornety dalekiego zasięgu o 40-krotnym powiększeniu i na całym wybrzeżu powstało wówczas kilkadziesiąt puntów obserwacyjnych umieszczonych na wieżach drewnianych, które przystosowano do tego celu. Umożliwiło to objęcie obserwacją od świtu do nocy obszaru wód terytorialnych wzdłuż całego wybrzeża. Zorganizowano przy tym
sprawnie działający system informacji o wykrytych celach, funkcjonujący zarówno między punktami obserwacyjnymi i strażnicami, jak i sztabami brygad.
W pierwszej połowie lat 60. POWT WOP posiadały na swoim wyposażeniu stacje r./lok. polskiej konstrukcji (początkowo t. RO–231 a następnie RN–231), a także lunety i środki łączności przewodowej. Na odcinku od Dziwnowa do Ustki wieże obserwacyjne były konstrukcji stalowej. W latach 1963–1964 w punktach obserwacyjnych znalazły się lunety dalekiego zasięgu, radiotelefony, stoły dyspozytorskie i inne urządzenia techniczne.
Wykaz punktów obserwacji wzrokowo-technicznej na odcinku strażnicy WOP Mrzeżyno wg stanu z 1990:
- POWT nr 13 Włodarka (bliski dozór – 4 Mm)[d]
- POWT nr 14 Mrzeżyno (bliski dozór – 4 Mm).

### Zasięg terytorialny strażnicy
Linia rozgraniczenia z:
1. Strażnicą WOP Dźwirzyno przebiegała wzdłuż ujścia Kanału Resko Przymorskie do Morza Bałtyckiego[16], ...

## Wydarzenia
- 1970–1971 – w celu natychmiastowego rozpoznania celów wykrytych przez stacje radiolokacyjne na wodach terytorialnych dla wybranych strażnic nadmorskich WOP przydzielono rzeczne kutry rozpoznawcze typu KR-70 po przystosowaniu ich do eksploatacji w warunkach morskich (Dopuszczenie kutrów rzecznych do służby na morzu było rozwiązaniem doraźnym)[17].
- 1973–1975 – wybrane strażnice nadmorskie WOP otrzymały ze stoczni w Ustce kutry przystosowane do służby morskiej przede wszystkim umożliwiające szybkie i bezpieczne potrafiące dobicie do plaż morskich (Prototyp takiego kutra opracowała, a następnie wykonała stocznia w Ustce w 1972. Podstawowym materiałem jaki użyto do jego budowy był laminat poliestrowo-szklany)[17].
- 1976 – wycofano z granicy rowery, zastępując je motocyklami małolitrażowymi; WSK-175 dla kadry i WSK-125 dla żołnierzy służby zasadniczej (5–13 motocykli w zależności od obsady i na jakiej granicy). Wyposażone w łączność radiową motocykle stały się podstawowym środkiem transportu w służbie patrolowej i rozpoznawczej[18].
- 13 grudnia 1981–22 lipca 1983 – (stan wojenny w Polsce), normę służby granicznej dla żołnierzy podwyższono z 8 do 12 godzin na dobę. Patrole wysyłane w teren zostały wzmocnione. Wyeliminowano służby składające się z jednego żołnierza. Ścisłą kontrolą objęto całą strefę nadgraniczną, a ruch w strefie nadgranicznej został znacznie ograniczony. W stan gotowości były postawione wszystkie pododdziały odwodowe. Wzmocniono kontrolę ruchu jednostek pływających.  Mimo utrudnionych warunków nie zaprzestano współpracy z ludnością pogranicza[19].

## Strażnice sąsiednie
- 78 strażnica WOP Nowe Śliwno ⇔ 80 strażnica WOP Grzybów – 1946
- 78 strażnica OP Nowe Śliwno ⇔ 80 strażnica OP Rogowo (Kolberg Deep) – 1949
- 2 strażnica WOP Nowe Śliwno II kat. ⇔ 4 strażnica WOP Dźwirzyno II kat. – 1956
- 16 strażnica Nowe Śliwno II kat. ⇔ 14 strażnica WOP Dźwirzyno IV kat. – 1.01.1960.

## Komendanci/dowódcy strażnicy
- por. Sebastian Strzałkowski (był w 10.1946)[e]
- st. sierż. Marian Kaźmierski (do 1953)
- kpt. Jadacki (był w 1974–był w 1976) (d-ca sko)
- kpt. Marek Gałka (do 05.1991) – do rozformowania[20].